# Esgrima als Jocs Europeus de 2015
Les proves d'Esgrima als Jocs Europeus de 2015 es duran a terme entre el 22 i el 27 de juny de 2015 al Crystal Hall 2 a Bakú. en total es disputaran 12 proves(6 individuals i 6 per equip).

## Classificació
La classificació pels Jocs es va fer en base dels següents criteris:
- La nació organitzadora sempre que sigui possible tindrà representació.
- Els rànquings de la FIE. En cada modalitat el nombre de places serà diferent.
- El torneig de classificació celebrat a Budapest entre el 20 i 21 de desembre de 2014.

### Taula de classificació
| País           | Masculí    | Masculí    | Masculí    | Masculí | Masculí | Masculí | Femení     | Femení     | Femení     | Femení | Femení | Femení | Total |
| País           | Individual | Individual | Individual | Team    | Team    | Team    | Individual | Individual | Individual | Equip  | Equip  | Equip  | Total |
| País           | Espasa     | Floret     | Sabre      | Espasa  | Floret  | Sabre   | Espasa     | Floret     | Sabre      | Espasa | Floret | Sabre  | Total |
| -------------- | ---------- | ---------- | ---------- | ------- | ------- | ------- | ---------- | ---------- | ---------- | ------ | ------ | ------ | ----- |
| Àustria        |            | 1          | 1          |         |         |         | 1          | 1          |            |        |        |        | 4     |
| Azerbaidjan    | 4          |            | 4          | X       |         | X       | 4          |            | 4          | X      |        | X      | 16    |
| Belarús        |            | 1          | 1          |         |         |         |            |            | 1          |        |        |        | 3     |
| Bèlgica        |            |            | 1          |         |         |         |            | 1          | 1          |        |        |        | 3     |
| Bulgària       | 1          |            | 1          |         |         |         |            |            |            |        |        |        | 2     |
| Croàcia        |            | 1          |            |         |         |         |            |            |            |        |        |        | 1     |
| Txèquia        |            | 1          |            |         |         |         |            | 1          |            |        |        |        | 2     |
| Dinamarca      | 1          | 1          |            |         |         |         |            |            |            |        |        |        | 2     |
| Estònia        | 1          |            |            |         |         |         | 4          |            |            | X      |        |        | 5     |
| Finlàndia      | 1          |            |            |         |         |         |            |            |            |        |        |        | 1     |
| França         | 4          | 4          | 1          | X       | X       |         | 1          | 4          | 4          |        | X      | X      | 18    |
| Geòrgia        |            |            | 1          |         |         |         |            | 1          | 1          |        |        |        | 3     |
| Alemanya       | 1          | 4          | 4          |         | X       | X       | 1          | 4          | 1          |        | X      |        | 15    |
| Regne Unit     |            | 4          | 1          |         | X       |         | 1          | 1          | 1          |        |        |        | 8     |
| Grècia         |            | 1          | 1          |         |         |         |            | 1          | 1          |        |        |        | 4     |
| Hongria        | 4          | 1          | 4          | X       |         | X       | 4          | 4          | 1          | X      | X      |        | 18    |
| Islàndia       |            |            |            |         |         |         |            |            | 1          |        |        |        | 1     |
| Israel         | 1          | 1          |            |         |         |         | 1          | 1          |            |        |        |        | 4     |
| Itàlia         | 4          | 4          | 4          | X       | X       | X       | 4          | 4          | 4          | X      | X      | X      | 24    |
| Letònia        | 1          |            |            |         |         |         |            |            |            |        |        |        | 1     |
| Luxemburg      |            |            |            |         |         |         | 1          |            |            |        |        |        | 1     |
| Moldàvia       |            |            |            |         |         |         |            |            | 1          |        |        |        | 1     |
| Noruega        | 1          |            |            |         |         |         |            |            |            |        |        |        | 1     |
| Països Baixos  | 1          |            |            |         |         |         |            |            |            |        |        |        | 1     |
| Polònia        | 1          | 4          | 1          |         | X       |         | 1          | 4          | 4          |        | X      | X      | 15    |
| Romania        |            | 1          | 4          |         |         | X       | 4          | 1          | 1          | X      |        |        | 11    |
| Rússia         | 4          | 4          | 4          | X       | X       | X       | 4          | 4          | 4          | X      | X      | X      | 24    |
| Sèrbia         |            |            |            |         |         |         | 1          |            |            |        |        |        | 1     |
| Eslovàquia     |            | 1          |            |         |         |         | 1          | 1          |            |        |        |        | 3     |
| Espanya        | 1          |            | 1          |         |         |         |            |            | 1          |        |        |        | 3     |
| Suècia         |            | 1          |            |         |         |         | 1          | 1          |            |        |        |        | 3     |
| Suïssa         | 4          |            |            | X       |         |         | 1          |            |            |        |        |        | 5     |
| Turquia        |            |            | 1          |         |         |         |            | 1          | 1          |        |        |        | 3     |
| Ucraïna        | 1          | 1          | 1          |         |         |         | 1          | 1          | 4          |        |        | X      | 9     |
| Total: 34 CONs | 36         | 36         | 36         | 6       | 6       | 6       | 36         | 36         | 36         | 6      | 6      | 6      | 216   |

## Medallistes

### Masculí
| Event             | Or                                                                                   | Plata                                                                              | Bronze                                                                           |
| Espasa Individual | França · Ivan Trevejo                                                                | Rússia · Sergey Khodos                                                             | França · Daniel Jerent · Noruega · Bartosz Piasecki                              |
| Espasa per Equip  | França · Yannick Borel · Ronan Gustin · Daniel Jerent · Ivan Trevejo                 | Rússia · Sergey Bida · Anton Glebko · Dmitriy Gusev · Sergey Khodos                | Itàlia · Gabriele Bino · Gabriele Cimini · Marco Fichera · Andrea Santarelli     |
| Individual Floret | Itàlia · Alessio Foconi                                                              | Rússia · Timur Arslanov                                                            | França · Jean-Paul Tony-Hélissey · Itàlia · Francesco Ingargiola                 |
| Floret per Equip  | Regne Unit · Richard Kruse · Marcus Mepstead · Benjamin Peggs · Alex Tofalides       | Itàlia · Alessio Foconi · Francesco Ingargiola · Lorenzo Nista · Damiano Rosatelli | Rússia · Timur Arslanov · Aleksey Khovanskiy · Timur Safin · Dmitry Zherebchenko |
| Sabre Individual  | Ucraïna · Andriy Yagodka                                                             | Romania · Tiberiu Dolniceanu                                                       | Itàlia · Luigi Miracco · Itàlia · Alberto Pellegrini                             |
| Sabre per Equip   | Itàlia · Luigi Miracco · Massimiliano Murolo · Alberto Pellegrini · Giovanni Repetti | Romania · Alin Badea · Mădălin Bucur · Tiberiu Dolniceanu · Iulian Teodosiu        | Alemanya · Richard Hübers · Björn Hübner · Maximilian Kindler · Robin Schrödter  |

### Femení
| Event             | Or                                                                                  | Plata                                                                            | Bronze                                                                         |
| Espasa Individual | Romania · Ana Maria Brânză                                                          | Rússia · Yana Zvereva                                                            | Romania · Simona Gherman · Estònia · Erika Kirpu                               |
| Espasa per Equip  | Romania · Ana Maria Brânză · Simona Gherman · Simona Pop · Amalia Tătăran           | Estònia · Julia Beljajeva · Irina Embrich · Erika Kirpu · Katrina Lehis          | Itàlia · Camilla Batini · Brenda Briasco · Giulia Rizzi · Alberta Santuccio    |
| Floret Individual | Itàlia · Alice Volpi                                                                | Rússia · Yana Alborova                                                           | Rússia · Adelina Zagidullina · Itàlia · Valentina Cipriani                     |
| Floret per Equip  | Rússia · Yana Alborova · Anastasia Ivanova · Diana Yakovlevna · Adelina Zagidullina | França · Gaëlle Gebet · Julie Huin · Chloé Jubenot · Jéromine Mpah Njanga        | Itàlia · Chiara Cini · Valentina Cipriani · Carolina Erba · Alice Volpi        |
| Sabre Individual  | Polònia · Angelika Wątor                                                            | Azerbaidjan · Sevil Bunyatova                                                    | Azerbaidjan · Sevinc Bunyatova · França · Margaux Rifkiss                      |
| Sabre per Equip   | Ucraïna · Olha Kharlan · Alina Komashchuk · Olena Kravatska · Olha Zhovnir          | Itàlia · Sofia Ciaraglia · Martina Criscio · Rebecca Gargano · Caterina Navarria | Rússia · Viktoriya Kovaleva · Yana Obvintseva · Mariya Ridel · Tatiana Sukhova |